# Бад Телц
Бад Телц (њем. Bad Tölz) град је у њемачкој савезној држави Баварска. Једно је од 21 општинског средишта округа Бад Телц-Волфратсхаузен. Према процјени из 2010. у граду је живјело 17.652 становника. Посједује регионалну шифру (AGS) 9173112.

## Географски и демографски подаци
Бад Телц се налази у савезној држави Баварска у округу Бад Телц-Волфратсхаузен. Град се налази на надморској висини од 658 метара. Површина општине износи 30,8 km². У самом граду је, према процјени из 2010. године, живјело 17.652 становника. Просјечна густина становништва износи 573 становника/km².

## Међународна сарадња
| Мјесто | Држава    | Врста сарадње | Од    |
| ------ | --------- | ------------- | ----- |
|        | Француска | партнерство   | 1966. |
| Извор  |           |               |       |